# Hertha Borchert
Hertha Borchert (geborene Salchow; * 17. Februar 1895 in Altengamme; † 26. Februar 1985 in Hamburg) war eine deutsche Schriftstellerin. Sie schrieb Erzählungen und einen Roman in niederdeutscher Sprache und verwaltete nach dem Tod ihres Sohnes Wolfgang Borchert dessen Nachlass.

## Leben

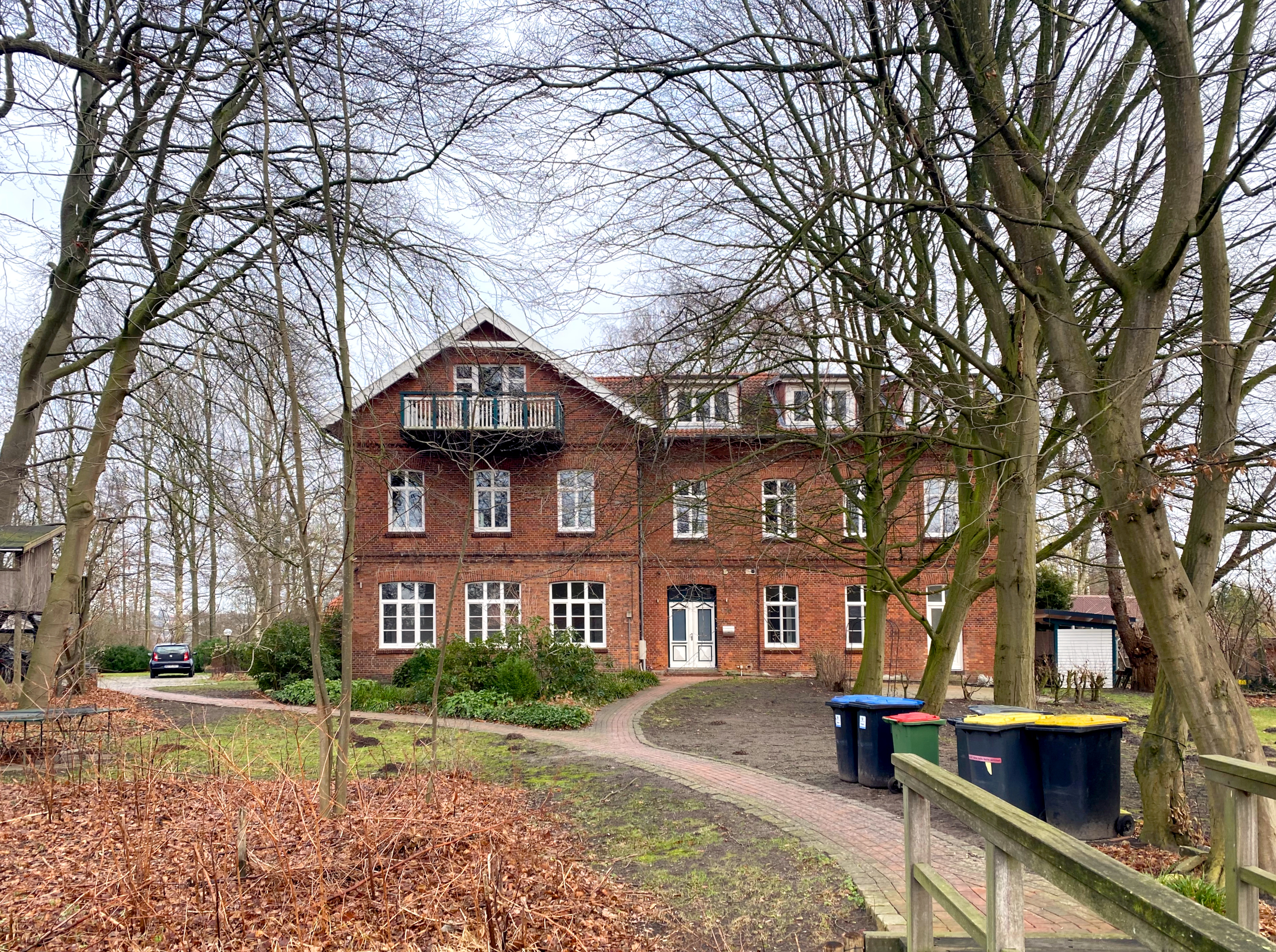
Geburtshaus von Hertha Borchert (Alte Horster Schule)

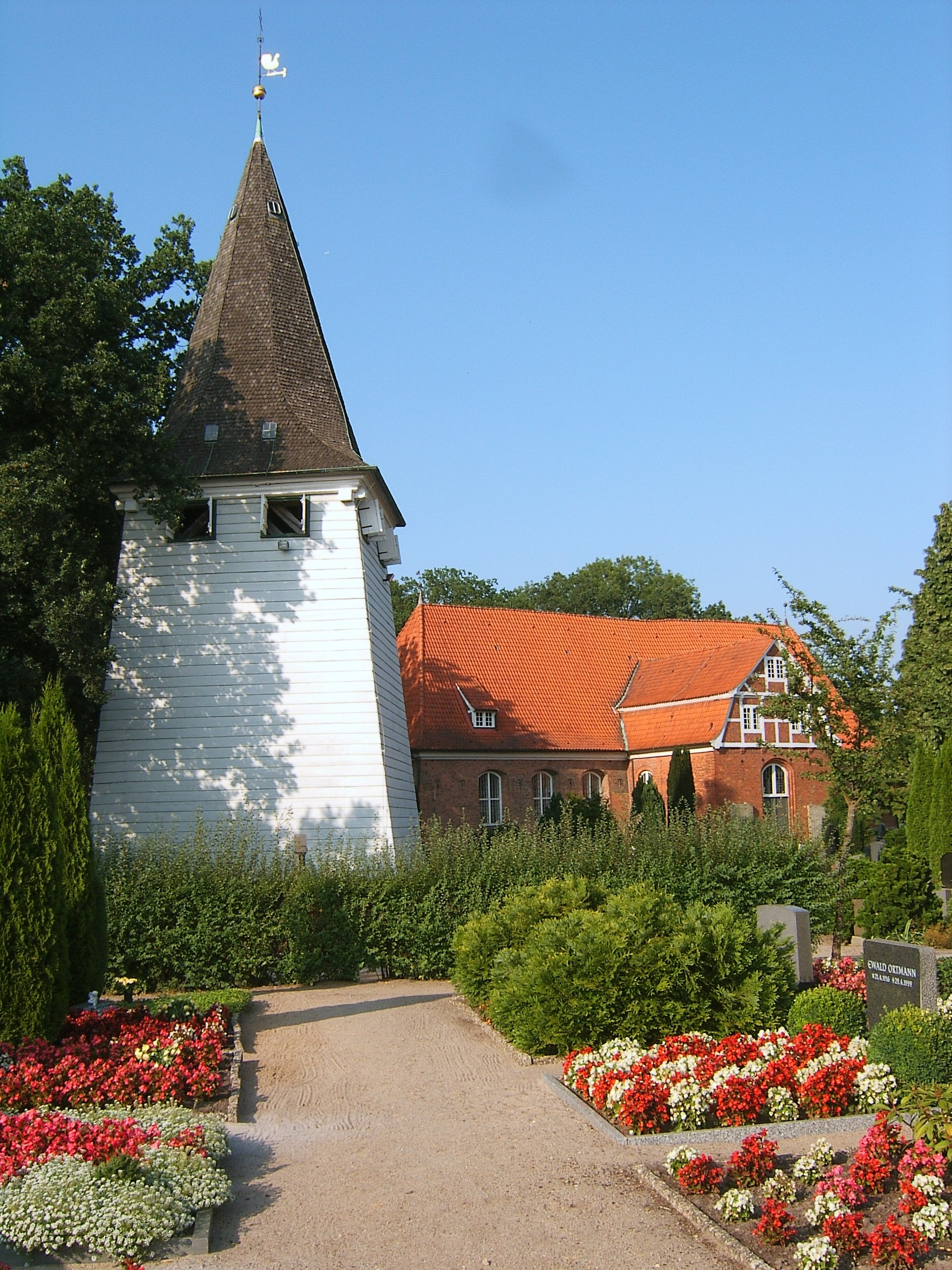
Kirche St. Severini in Hamburg-Kirchwerder im Jahr 2006

Hertha Salchow wurde als jüngstes von fünf Kindern ihrer Eltern Carl und Luise Salchow in Altengamme in den Vierlanden geboren. Ihr Vater, der Lehrer im Altengammer Schulhaus auf der Horst war, wechselte nach ihrer Geburt auf die Dorfschule nach Kirchwerder, wo Hertha aufwuchs. Die schulischen Leistungen des Nachkömmlings blieben für den Vater unbefriedigend, aber das ländliche Idyll am Deich der Elbe erwies sich als prägend für Herthas spätere Literatur. Als sie 16 Jahre alt war, wurde der 21-jährige Lehrer Fritz Borchert in der Dorfschule eingestellt. Bereits 1911 verlobten sich beide, am 29. Mai 1914 heirateten sie, und Hertha Borchert folgte ihrem Mann nach Hamburg-Eppendorf, wo er eine Anstellung an der Erikaschule fand. Fritz Borchert weckte das Interesse seiner Frau an Literatur, in der Großstadt Hamburg kam sie in Kontakt mit Künstlerkreisen. Am 20. Mai 1921 wurde ihr Sohn Wolfgang geboren. Das einzige Kind hatte zeitlebens einen besonders engen Kontakt zu seiner Mutter.
1927 schrieb Hertha Borchert ihre erste Erzählung, auf Anregung ihres Mannes und basierend auf einer Kindheitserinnerung, die sie am Abend zuvor vorgetragen hatte: Ole und neie Tied. Nach ihren eigenen Worten waren die ersten Schreibversuche „ganz hilflos“, sie verwendete die Sprache ihrer Kindheit: das Vierländer Plattdeutsch. Am 4. Dezember 1927 wurde die Erzählung in den Hamburger Nachrichten veröffentlicht. In der Folge verfasste Hertha Borchert zahlreiche weitere Geschichten: „ich schrieb und schrieb! […] Und bei mir kamen die Stoffe wie am laufenden Band“. Fritz Borchert tippte die Geschichten ab, sie wurden regelmäßig in Zeitungen und niederdeutschen Publikationen abgedruckt sowie im Rundfunk vorgelesen. Hertha Borchert wurde als plattdeutsche Schriftstellerin bekannt. Für Peter Rühmkorf waren ihre Erzählungen die literarische Sublimierung ihrer Stadtflucht und der „sentimentalische Umgang mit der Heimatwelt“, wobei Borchert in den „anspruchslosen Erzählstücken […] im deftig-unverfälschten Platt“ versuche, den „Bruch Großstadt-Landleben so leicht wie komisch zu nehmen“. Hans-Gerd Winter sah in den Arbeiten auch eine bewusste Distanzierung zur avantgardistischen Literatur, mit der Fritz Borchert seine Frau bekannt gemacht hatte. Hertha Borchert verwies selbst auf die Dadaisten, die sie in Hamburg kennengelernt hatte: „Geschichten in dieser Sprache [Plattdeutsch] zu lesen, war eine Zumutung für die Dadas.“
Hertha Borchert wurde in die GEDOK aufgenommen und umgab sich bald mit einem Kreis von Freunden, die ihr Interesse an niederdeutscher Literatur teilten: die Schauspielerin Aline Bußmann sowie die Redakteure des Hamburger Anzeigers Hugo Sieker und Bernhard Meyer-Marwitz. Alle drei sollten später für die schriftstellerische Entwicklung ihres Sohns Wolfgang wegweisend werden. 1930 entstand Barber Wulfen. Een Geschicht vun grote un lütte Veerlanner Lüüd. Die Erzählung gilt aufgrund ihrer romanartigen Länge als Besonderheit in der niederdeutschen Literatur nach dem Ersten Weltkrieg, blieb aber zu Borcherts Lebzeiten unveröffentlicht und wurde erstmals 1996 publiziert. 1934 erschien in der Quickborn-Bücherei Borcherts erste Buchveröffentlichung Sünnroos un anner Veerlanner Geschichten.
Während der Zeit des Nationalsozialismus wurde die niederdeutsche Literatur von der nationalsozialistischen Bewegung vereinnahmt. Hertha Borchert als Mitglied der Vereinigung Quickborn wurde in den Kampfbund für deutsche Kultur und den Reichsbund Volkstum und Heimat übernommen. Doch sie geriet bald in Konflikt mit den neuen Machthabern. Der Reichssender Hamburg, in dem Aline Bußmann und Borchert selbst ihre Geschichten vortrugen, erhielt Briefe mit der Forderung, die staatsfeindliche Autorin aus dem Programm zu nehmen. Die Briefe blieben zuerst anonym, später wurden sie von einem Nachbarn der Familie Borchert namens Kramer unterzeichnet. In seiner Denunziation berief er sich auf zwei Anschuldigungen. Zum einen habe Hertha Borchert einen Aufmarsch der SA kommentiert: „Wenn man diese jungen [Burschen] in den braunen Blusen daherkommen sieht, kann einem die Wut kommen! – Das werden wir den Nazis alles einmal heimzahlen.“ Zum anderen nehme die Familie Borchert „eine sonderbare Stellung der nationalsozialistischen Bewegung gegenüber ein“. Diese äußere sich unter anderem in einem Verweigern des Hissens der Hakenkreuzfahne und des Hitlergrußes durch den Sohn Wolfgang sowie in Hertha Borcherts Wertung der SA-Uniform als „hässlich und undeutsch“.

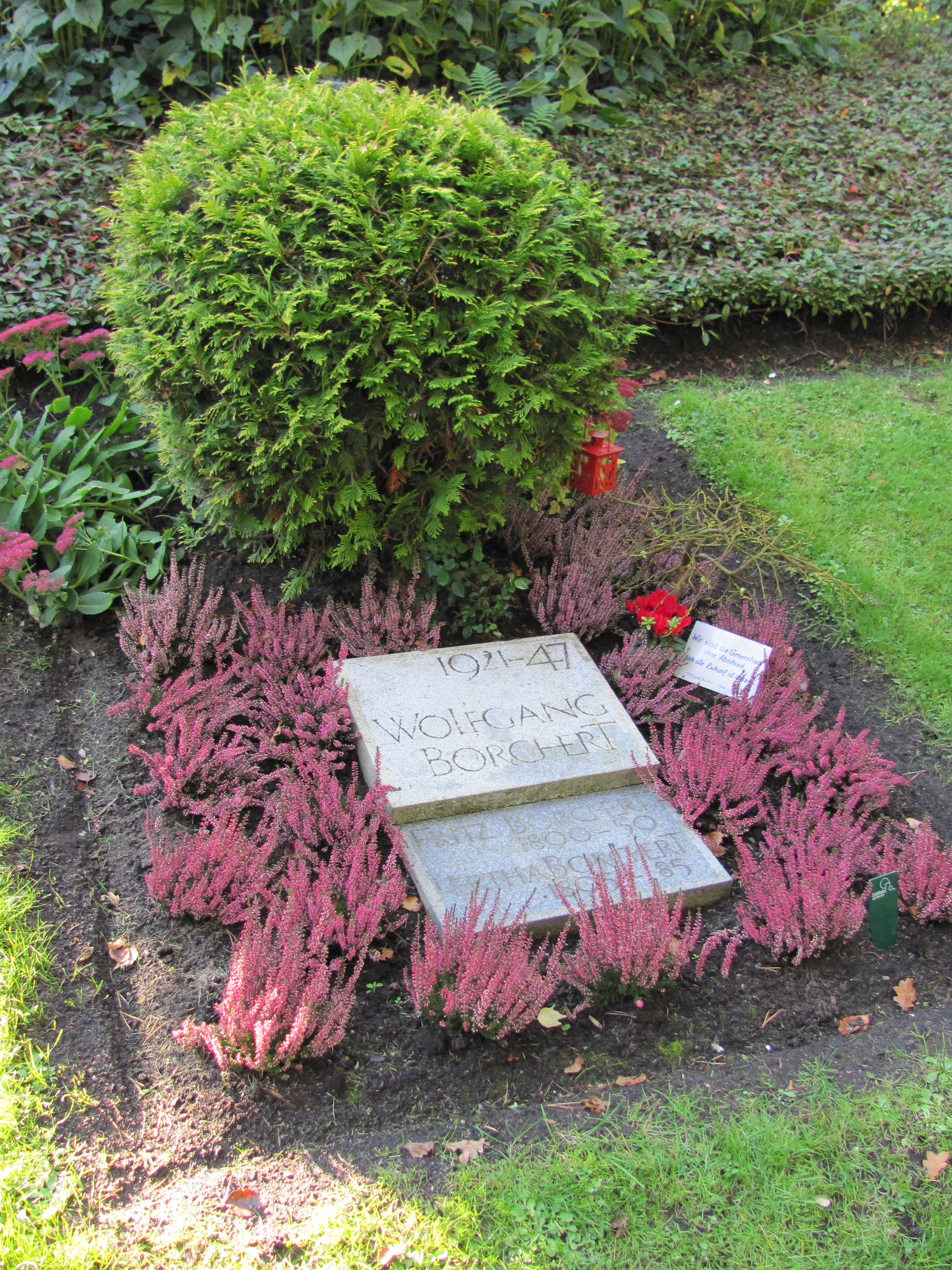
Urnengrab von Hertha, Fritz und Wolfgang Borchert auf dem Ohlsdorfer Friedhof

Die Beschuldigungen wurden weitergeleitet an das Reichsministerium für Volksaufklärung und Propaganda. Der Sender schaltete 1935 den Reichsverband Deutscher Schriftsteller ein. Dessen Verbandsgauleitung entlastete Hertha Borchert und urteilte, ihr Werk sei „vor und nach dem Umschwung volkstümlich und wurzelecht“. Borcherts Schriften durften weiterhin erscheinen, zum folgenden Weihnachtsfest wurden drei ihrer Geschichten im Radio gesendet. Im Rückblick kommentierte Hertha Borchert den Vorgang mit einer Anspielung auf die Blut-und-Boden-Ideologie der Nationalsozialisten: „Blut und Boden rettete mir mein Leben.“ Ihr Sohn Wolfgang verewigte den Namen des Denunzianten in einer Figur seines Dramas Draußen vor der Tür: „frau kramer, die weiter nichts ist als Frau Kramer, und das ist gerade so furchtbar“. Hertha Borchert wurde infolge der Beschuldigungen ein stärkeres politisches Engagement nahegelegt. Sie trat in die NS-Frauenschaft ein, wurde zunächst zur Arbeit als Packerin in einer nahegelegenen Keksfabrik verpflichtet, später als Rezitatorin ihrer eigenen Arbeiten in der Truppenbetreuung der Wehrmacht engagiert.
Nach der Rückkehr ihres Sohns Wolfgang aus dem Zweiten Weltkrieg beendete Hertha Borchert ihre schriftstellerische Arbeit. Sie pflegte den schwerkranken Sohn bis zu seinem Tod am 20. November 1947. Ihr Ehemann Fritz starb 1959. Inzwischen nach Hamburg-Altona umgezogen, kümmerte sich Hertha Borchert um das hinterlassene Werk ihres Sohns. Sie gründete das Wolfgang-Borchert-Archiv und übergab es 1976 der Staats- und Universitätsbibliothek Hamburg. Auch ihr eigener schriftlicher Nachlass wird dort aufbewahrt. Lediglich einmal noch wurde Borchert auf Drängen der Herausgeber der Zeitschrift Plattdütsch Land un Waterkant schriftstellerisch aktiv und verfasste die 1969 publizierte autobiografische Erzählung Noch ins weller Platt. Am 26. Februar 1985 starb Hertha Borchert. Sie wurde neben ihrem Mann Fritz und ihrem Sohn Wolfgang auf dem Ohlsdorfer Friedhof beigesetzt.
Gemäß Senatsbeschluss vom 8. April 2024 ist der 1973 im Hamburger Stadtteil Steilshoop nach Wolfgang Borchert benannte Borchertring nun auch seiner Mutter gewidmet.

## Werke
- Sünnroos un anner Veerlanner Geschichten. Quickborn Verlag, Hamburg 1934.
- Barber Wulfen. Een Geschicht vun grote un lütte Veerlanner Lüüd. Wachholtz, Neumünster 1996, ISBN 3-529-04700-7.
- Wullhandkrabben un anner Geschichten. Aus dem Nachlaß hrsg. von Irmgard Schindler und Dirk Römmer. Wachholtz, Neumünster 1998, ISBN 3-529-04710-4.